# San Ignacio del Pedregal
San Ignacio del Pedregal är en ort i Mexiko, tillhörande kommunen Ixtlahuaca i den västra delen av delstaten Mexiko. Orten hade 986 invånare vid folkräkningen 2010.